# (1833) Shmakova
(1833) Shmakova – planetoida z pasa głównego planetoid okrążająca Słońce w ciągu 4 lat i 102 dni w średniej odległości 2,63 au Została odkryta 11 sierpnia 1969 roku w Krymskim Obserwatorium Astrofizycznym w Naucznym na Półwyspie Krymskim przez Ludmiłę Czernych. Nazwa planetoidy pochodzi od Marii Szmakowej (1910–1971), radzieckiej astronom z Instytutu Astronomii Teoretycznej w Leningradzie. Przed jej nadaniem planetoida nosiła oznaczenie tymczasowe (1833) 1969 PN.